# Charlotte Kool
Charlotte Kool (født 6. maj 1999 i Blaricum) er en cykelrytter fra Holland, der er på kontrakt hos Team Picnic PostNL.